# Deutsche Poolbillard-Meisterschaft 1984 (Damen)
Die Deutsche Poolbillard-Meisterschaft 1984 war die vierte Austragung zur Ermittlung der nationalen Meistertitel der Damen in der Billardvariante Poolbillard. Sie wurde in Stolberg ausgetragen.
Es wurden die Deutschen Meisterinnen in den Disziplinen 14/1 endlos, 8-Ball und 8-Ball-Pokal ermittelt.

## Medaillengewinner
| Disziplin    | Gold                               | Silber                         | Bronze                          | 4. Platz                     |
| ------------ | ---------------------------------- | ------------------------------ | ------------------------------- | ---------------------------- |
| 14/1 endlos  | Franziska Stark (1. Kölner PBSC)   | Sylvia Buschhüter (PBC Lürrip) | Michaela Ott (PBC Hohl)         | Karin Bogs (PBC Rheinhausen) |
| 8-Ball       | Sylvia Buschhüter (PBC Lürrip)     | Karin Bogs (PBC Rheinhausen)   | Klara Lensing (PBC Kelze Ente)  | Brigitte Ganze (PBV Berlin)  |
| 8-Ball-Pokal | Irene Fehr (PBC Primus Eschweiler) | Ute Springob (PBV Rhein Ruhr)  | Erika Stanchly (PBV Rhein Ruhr) | Maria Schabe (PBV Sauerland) |